# Voro (auteur)
VoRo, de son vrai nom Vincent Rioux, né le 9 juin 1975 au Bic, est un auteur de bande dessinée québécois.

## Biographie
VoRo passe un DEC en graphisme au Cégep de Rivière-du-Loup. Plusieurs fanzines le publient pendant qu'il travaille dans un atelier de graphisme pour financer un séjour en Europe. 
Il part pour Bruxelles où il passe quelques mois à l'Institut Saint-Luc pour apprendre les bases du métier de bédéiste. Or, VoRo revient au Québec après avoir passé un peu plus d'un an en Belgique. 
Il réalise ensuite un album, prépublié dans le magazine québécois Zine Zag, intitulé La Mare au Diable aux éditions Mille-Îles, qui a obtenu le prix bédélys Québec, le prix Réal Fillion du Festival BD de Québec et le prix du site BD Québec 2001. L'album La Mare au Diable est par la suite distribué en Europe par les éditions 400 Coups France. 
Ensuite, VoRo travaille sur le projet Tard dans la nuit aux éditions Vents d'Ouest (3 tomes), qu'il réalise en collaboration avec Djian, un scénariste français et Jocelyne Charrance à la couleur. La trame du récit est construite autour de la controverse des jeunes orphelins de Duplessis.
VoRo a aussi réalisé L'été 63 en 2 tomes avec Marc Bourgne au scénario. Le premier tome est sorti en juin 2009, en Europe, aux Éditions Vents d'Ouest, le second en 2012.
En 2017, VoRo participe, en tant que dessinateur principal, à l'élaboration de l'ouvrage historique collectif 1792 - À main levée qui retrace l'histoire parlementaire du Bas-Canada.
En 2019, il réalise les dessins de l'album L'Espion de trop qui sort chez Glénat Québec, avec le concours de Frédéric Antoine (scénariste) et de Kamiken (coloriste). L'album reçoit un accueil favorable auprès des médias,,.

## Publications
Albums
- La Mare au Diable (dessin et scénario d'après le roman homonyme de George Sand), Les 400 Coups, 2001[10].
- Tard dans la nuit, en trois tomes [3] : La révolte (2004), Ménage de printemps (2005), Les orphelins (2007) au titre de dessinateur et co-scénariste (scénario de Djian, couleurs de Jocelyne Charrance), Éditions Vents d'Ouest
- Tard dans la nuit (intégrale)[11], Éditions Vents d'Ouest, 2010
- L'été 63, en deux tomes[12] au titre de dessinateur et coloriste, scénario de Marc Bourgne, Vents d'Ouest, 2009 et 2012.
- Un moment d'impatience !, 2014 (ouvrage collectif au profit d'un organisme)[13], Éditions Les Impatients.
- 1792 À main levée, 2017 (ouvrage historique collectif) [4],[14], en tant que dessinateur principal (dessins et couleurs de Vincent Giard, dessins et scénario de Réal Godbout, dessins de VAN, texte historique de Christian Blais et Magali Paquin, ...), Les Publications du Québec.
- L'Espion de trop, 2019 [7],[8],[9] au titre de dessinateur (scénario de Frédéric Antoine, couleurs de Kamiken), Glénat Québec.

## Distinctions
- 2001 :
- Prix Bédélys[2], attribués par l'OSBL Promo 9e art (Montréal);
- Prix Bédéis causa[2], attribués au Festival de la bande dessinée francophone de Québec;
- Prix BD Québec[2], remis par le défunt site d'information et d'actualité sur la bande dessinée québécoise BD Québec.

- 2004 : Prix Jovette-Bernier